# Place Francesc Macià
La place Francesc Macià (en catalan : Plaça de Francesc Macià) est l'une des principales places de Barcelone de par ses dimensions et son trafic.

## Situation
Située dans l'ouest de la ville, la place est à cheval sur les arrondissements de Sarrià-Sant Gervasi pour sa partie nord et de l'Eixample pour sa partie sud. Elle est traversée par l'avenue Diagonale selon un axe nord-est/sud-ouest et reliée aux avenues Josep-Tarradellas au sud-ouest et Pau-Casals au nord-ouest, ainsi qu'à la rue du Comte-d'Urgell au sud-est.

## Histoire
La place est dessinée par l'architecte Nicolau Maria Rubió i Tudurí dans le cadre du « projet d'urbanisation de l'avenue Alphonse XIII entre les rues d'Urgel, depuis le palais royal jusqu'à la limite communale » et inaugurée en 1932.

## Dénomination
Au fil du temps, la place est rebaptisée plusieurs fois, en fonction de la situation politique espagnole.
Lors de son inauguration, elle prend le nom de Niceto Alcalá-Zamora, président de la seconde République espagnole, puis en 1936, celui de Germans Badia, du nom des frères Josep et Miquel Badia, deux hommes politiques catalans, assassinés en avril 1936 par des anarchistes. En 1939, elle est rebaptisée du nom de José Calvo Sotelo, considéré comme martyr par la dictature de Franco. Enfin le 20 décembre 1979, elle prend son nom actuel en l'honneur de Francesc Macià, ancien président de la Généralité de Catalogne.

## Urbanisme et monuments
La place circulaire est entourée de hauts immeubles et son centre est occupé par une pelouse ornée de quelques arbres ainsi que d'un petit bassin qui prend la forme de l'île de Minorque, d'où est originaire l'architecte Nicolau Rubió. On y trouve également une sculpture féminine intitulée La Jeunesse, de Josep Manuel Benedicto, datée de 1953.
Le siège du quotidien La Vanguardia est situé dans un haut immeuble moderne, à proximité immédiate de la place.

## Transports
La place est desservie par plusieurs lignes de bus du réseau des TMB. En outre, les trois lignes de tramway du réseau Trambaix prennent leur départ à la station Francesc Macià située sur l'avenue Diagonale.